# Maximiliano Garafulic
Maximiliano Alfred Garafulic (Antofagasta, 6. kolovoza 1938. – Antofagasta, 23. studenoga 2007.), bivši čileanski košarkaš, hrvatskog podrijetla.

## Životopis
Završio je studij medicine na Sveučilištu de Concepción, smjer stomatologija.
Sa 17 godina je zaigrao za košarkašku reprezentaciju Čilea. Bilo je to na Južnoameričkom prvenstvu 1955. u Cúcuti, Kolumbija.
Na Olimpijskim igrama 1956. je osvojio 8. mjesto, gdje je odigrao 7 utakmica. Bio je najmlađi igrač u čileanskoj reprezentaciji. Godine 1959. je osvojio s reprezentacijom brončanu medalju na Svjetskom prvenstvu u košarci. Igrao je za klub hrvatskih iseljenika Club de Deportes Hrvatski Sokol, kojem je kasnije bio trener.
Jedini je športaš iz Antofagaste koji se je natjecao na Olimpijskim igrama. Umro je 23. studenog 2007. godine u bolnici u Antofagasti od plućne fibroze. Pokopan je dva dana kasnije. Njegova žena je bila Maria Cristina Rojas, s kojom je imao petero djece.